# Christian Hernández
Christian Hernández  (Nacaome, Valle, Honduras, 3 de febrero de 1996) es un futbolista hondureño. Juega como portero y su club actual es el Motagua de la Liga Nacional de Honduras.

## Selección nacional
A nivel de selecciones nacionales ha sido internacional con la sub-17, donde fue tomado en cuenta por el entrenador José Francisco Valladares para jugar el Campeonato Sub-17 de la Concacaf de 2013, así como la Copa Mundial de Fútbol Sub-17 de 2013. El 30 de abril de 2015 se anunció que había sido convocado para disputar la Copa Mundial de Fútbol Sub-20 de 2015 en Nueva Zelanda.

### Participaciones en Copas del Mundo
| Mundial                     | Sede            | Resultado        |
| --------------------------- | --------------- | ---------------- |
| Mundial Sub-17 de 2013      | Emiratos Árabes | Cuartos de final |
| Copa Mundial Sub-20 de 2015 | Nueva Zelanda   | Primera Fase     |

## Clubes
| Club       | País     | Año         |
| ---------- | -------- | ----------- |
| Valle FC   | Honduras | 2009 - 2014 |
| Motagua    | Honduras | 2015 - 2017 |
| Olancho FC | Honduras | 2017 -      |

## Palmarés

### Campeonatos nacionales
| Título          | Club    | País     | Año  |
| --------------- | ------- | -------- | ---- |
| Torneo Apertura | Motagua | Honduras | 2016 |
| Torneo Clausura | Motagua | Honduras | 2017 |